# Carabiniere (1938)
«Карабіньєре» (італ. Carabiniere) — військовий корабель, ескадрений міноносець 1-ї серії типу «Сольдаті» Королівських ВМС Італії за часів Другої світової війни.

## Історія створення
«Карабіньєре» закладений 1 лютого 1937 року на верфі компанії Cantieri Navali del Tirreno e Riuniti у Сестрі-Леванте. 20 грудня 1938 року увійшов до складу Королівських ВМС Італії.

## Історія служби
На початку Другої світової війни включений до 12-ї ескадри есмінців, яка мала у своєму складі однотипні кораблі «Ланчере», «Аскарі» та «Кораццьєре».
Есмінець брав активну участь у битвах Другої світової війни на Середземноморському театрі дій, бився в боях біля мисів Матапан та Спартівенто, а також у першій битві в затоці Сидра; супроводжував власні та переслідував ворожі конвої транспортних суден.
Після завершення світової війни залишений на службі у ВМС Італії, у 1958 році перекваліфікований на фрегат, й незабаром на навчальний корабель. Виведений зі складу флоту з 17 червня 1965 року.